# Талда (Усть-Коксинский район)
Талда́ ― село в Усть-Коксинском районе Республики Алтай, Россия. Административный центр Талдинского сельского поселения.

## География
Село расположено среди западных отрогов Теректинского хребта, на реке Талда, от которой получило своё название (алт. Талда — «имеющий тальник»). Находится в 50 км к северо-западу от Усть-Коксы, в 50 км к юго-востоку от Усть-Кана, в 175 км к юго-западу от Горно-Алтайска.
Вблизи села проходит автодорога «Нефтебаза — Усть-Кан — Усть-Кокса — Тюнгур», имевшая ранее в РСФСР республиканское обозначение Р-373. По состоянию на 2021 год новое региональное обозначение 84К-121 присвоено автодороге «Черга — Беш-Озек — Усть-Кан — Талда — Карагай — граница Казахстана». Подъезд от автодороги до села (идентификационный региональный номер 84К-76) 2,3 км.
Ближайшие населённые пункты: Абай — 8 км, Сугаш — 7 км, Амур — 13 км, Банное — 17 км, Соузар — 17 км, Юстик — 22 км.

## Климат
Поселение находится в резко континентальной климатической зоне. Из-за потоков воздуха, поступающих с юго-запада, температура зимой в среднем −24 °C, летом около 18 °C, в жаркие дни июля температура может подниматься до 35—38 ˚С.

## Население
| 2010 | 2011 | 2012 | 2013 | 2014 | 2015 | 2016 |
| ---- | ---- | ---- | ---- | ---- | ---- | ---- |
| 712  | ↗714 | ↗719 | ↗720 | ↘719 | ↘707 | ↘706 |

## Инфраструктура
В селе проживают 702 человека в 252 дворах. Узел электросвязи обеспечивает Талдинское, Амурское и Кагарайское сельские поселения электричеством по воздушным линиям, идущим, преимущественно, из Бийского энергетического узла.
Жители занимаются разведением скота, зерновыми культурами, работают крестьянские хозяйства («Тазай», «ЕН» и другие), кооператив СПК «Абайский». Это многоотраслевое сельскохозяйственное предприятие, занимается характерными для Усть-Коксинского района видами деятельности: молочным и мясным скотоводством; табунным коневодством, яководством, мясо-шерстным овцеводством, производством и реализацией кисломолочной продукции, производством и реализацией мяса, хлебобулочных изделий. Развивается отрасль пантового и племенного мараловодства. Среднегодовое поголовье ― 6 тысяч голов. По состоянию на январь 2019 года это самое крупное хозяйство в России по разведению маралов. В 2012 году в Талде открыт производственный комплекс по переработке молока, которое в сутки перерабатывает до 2 тонн сырья.
Производство и переработка молочной продукции в 2016 году составили 127 тонн, в 2017 году уже 280. На сегодняшний день поголовье дойного гурта составляет 120 голов, планируется его увеличение до 200 голов дойных коров. В планах кооператива строительство новой фермы в Талде, реконструкция Горбуновской фермы, приобретение племенного дойного поголовья скота — не менее 100 коров.
В поселке есть торговые организации, почта и телеграф, фельдшерско-акушерский пункт, детский сад, средняя школа, дом культуры, библиотека.

## Туризм
Возле села проходит автодорога, связывающая несколько туристических направлений, в число которых входит Белуха, Тавдинские пещеры, Бирюзовая Катунь, Манжерок и другие. В 2020 году началась реализация национального проекта по ремонту асфальтобетонной дороги. В 2022 году была отремонтирована автодорога «Подъезд Талда – Тюнгур (природный парк «Белуха»).